# Iskitim
Iskitim (en russe : Искитим) est une ville de l'oblast de Novossibirsk, en Russie, et le centre administratif du raïon d'Iskitim. Sa population s'élevait à 57 938 habitants en 2013.

## Géographie
Iskitim est arrosée par la rivière Berd, un affluent de la rive droite de l'Ob, et se trouve à 19 km au sud-est de Berdsk, à 48 km au sud-sud-est de Novossibirsk et à 2 853 km à l'est de Moscou.

## Histoire
Le nom Iskitim vient des populations indigènes (les Achkitimes) et est dérivé du turc yama qui signifie fosse. Vers 1717, les villages de Chipounovo, Koïnovo, Tchernodyrovo, Vylkovo ont été fondés donnant peu à peu corps à l'agglomération actuelle.
Vers 1929, des géologues ont trouvé des couches de calcaire et d'argile, ce qui a débouché plus tard à la construction de la cimenterie de Tchernoretchensky.
Iskitim reçoit le statut de commune urbaine en 1933, puis le statut de ville en 1938. Aujourd'hui la fermeture des usines et le bas niveau de salaire conduisent certains habitants à s'établir ailleurs. Iskitim connaît une situation sociale difficile et sa population compte une minorité significative de Roms.

## Population
Recensements (*) ou estimations de la population
| 1939*  | 1959*  | 1970*  | 1979*  | 1989*  |
| ------ | ------ | ------ | ------ | ------ |
| 14 101 | 34 320 | 45 436 | 58 659 | 67 849 |

| 2002*  | 2010*  | 2012   | 2013   | 2014   |
| ------ | ------ | ------ | ------ | ------ |
| 62 756 | 60 078 | 59 058 | 58 342 | 57 938 |

## Économie
Iskitim possède des usines de matériaux de construction, de construction mécanique, de fibres artificielles, de meubles et de produits alimentaires.